# Улица Захарова (Краснодар)
У́лица Заха́рова — улица в Западном внутригородском округе города Краснодара.

## История
В прошлом носила название Закубанский проезд. Он был проложен ещё в конце XIX века от Почтовой улицы до ж.-д. моста через Кубань. На месте нынешнего микрорайона завода им. Седина располагалось несколько огородных хозяйств и сам завод (тогда ещё «Кубаноль»). На месте нынешнего ЦПКиО им. М. Горького располагался Городской сад. А в 1909 году силами жены наказного атамана Кубанского Казачьего Войска — Софьи Ивановны Бабыч по адресу Захарова, 61 была открыта водолечебница. Здание нынешнего Центра восстановительной медицины и реабилитации детей представляет собой большую архитектурную ценность.
Во время Гражданской войны в этом районе шли ожесточённые бои за город. В этих боях, 17 марта 1920 года погиб командир 22 стрелковой дивизии Сергей Парменович Захаров. В его честь улица была переименована в 1928 году. 22 сентября 1931 года было открыто трамвайное движение на участке от Постовой (тогда Почтовой) до завода имени Седина. К концу 1935 года трамвайные пути проложили на юг до ж/д моста через Кубань.

## Описание

### Расположение
Улица Захарова начинается начинается от Яблоновского моста, затем к ней примыкает Береговая улица, далее улица Индустриальная. На участке от Индустриальной до Станкостроительной на улице расположен бульвар, по которому проложены трамвайные пути. Затем к улице примыкает 2-й Нефтезаводской проезд. Далее к улице Захарова примыкает 1-й Нефтезаводской проезд, отделённый от неё пешеходной дорожкой. Пешеходной зоной Сединского рынка улица отделена от Заводской улицы. При пересечении Станкостроительной улицы улица раздваивается: на северо-восток продолжает идти улица Суворова, а улица Захарова поворачивает на север. На стрелке улиц начинается ЦПКиО им. Горького. Перед окончанием у улицы Постовой к улице Захарова примыкает Короткая улица. Нумерация домов ведётся от Яблоновского моста к Постовой. Участок улицы Постовой, в который упирается улица Захарова называется Площадью Победы.

## Транспорт
На участке улицы, где расположен бульвар фактически улица представляет собой две дороги: одна по направлению движения на север, другая на юг. От Станкостроительной до Постовой на улице Захарова — одностороннее движение (с юга на север).
Улица Захарова является важной городской транспортной магистралью. Улица Захарова имеет развитую сеть общественного транспорта: трамваи, автобусы, маршрутные такси, электрички. До 1993 года по улице Захарова проходила также троллейбусная линия, однако вследствие транспортного кризиса начала 1990-х была демонтирована. Некоторые фанаты краснодарского троллейбуса надеются, что с развитием троллейбусной сети будет восстановлено движение и на месте демонтированного участка, однако официальные данные о восстановлении троллейбусного движения по улице Захарова в краснодарских СМИ пока не подтвердились.